# Henrik I av Guise
Henrik av Guise (franska Henri de Guise), prins av Joinville, hertig av Guise, greve av Eu, född 31 december 1550, död (mördad) 23 december 1588, var en fransk adelsman. 

## Biografi

### Familj
Henrik av Guise var äldste son till Frans av Guise och Anna d'Este. Hans morföräldrar var Ercole II d'Este, hertig av Ferrara och Modena och Renée av Frankrike. Henrik härstammade också från Lucrezia Borgia.
Henrik av Guise giftes med Catherine de Cleves och blev far till fjorton barn, däribland Charles av Guise och Henrik II av Guise.

### Politisk karriär
Så snart han blivit vuxen, efterträdde Henrik sin far som katolikernas ledare i Frankrike under Hugenottkrigen. 1567 deltog han i striden som fältherre och utmärkte sig genom sina insatser. Trots att hans saknade faderns fältherrebegåvning, var han en smidig politiker. Henrik av Guise utmärkte sig också genom sin grymhet och fanatism mot protestanterna och var en av initiativtagarna till Bartolomeinatten 1572. 1575 besegrade han hugenotternas tyska allierade i slaget vid Dormans, där han sårades och på grund av det ärr skadorna lämnade efter sig kom att kallas "le Balafré" ("den ärrige"). 
Henrik av Guise blev den egentlige stiftaren till det katolska oppositionspartiet, kallat den heliga ligan, och hans ställning blev nu så stark, att Henrik III med goda skäl började frukta för sin kungatron. 1576 försonade sig kungen med katolikerna, nästan samtidigt som han för att övertrumfa Henrik av Guise lät förklara sig själv som ligans ledare. Guise lyckades dock snart åter manövrera sig själv till ledarpositionen i ligan. 1584 ingick han ett traktat i Joinville med Filip II av Spanien i syfte att krossa hugenotterna och trygga tronföljden åt kardinalen Charles av Bourbon, i själva verket ett sätt att vinna den för egen räkning. 1585 tvingade han kung Henrik III till traktaten i Nemours, varigenom hugenotterna förbjöds att bära vapen. Under det följande "de tre Henrikarnas krig" inträngde Henrik av Guise i Paris och tvingade kungen till nya medgivanden. Han ledde i maj 1588 Journée des Barricades. Vid det därpå utlysta ständermötet i slottet i Blois i december 1588 dominerade huset Guise.

### Mordet
Den 22 december 1588, tillbringade Henrik av Guise natten med sin älskarinna Charlotte de Sauve, medlem i änkedrottning Katarina av Medicis grupp av kvinnliga spioner L'escadron volant. Följande morgon kallades han till kungen och blev genast mördad av livgardet, medan kung Henrik III bevittnade händelsen. Dagen därpå mördades även hans bror Louis av Guise.
Morden väckte sådan upprördhet bland släktingar och allierade, att Henrik III var tvungen att ta till flykten. Henrik III mördades av Jacques Clément, verksam i den heliga ligan, följande år.

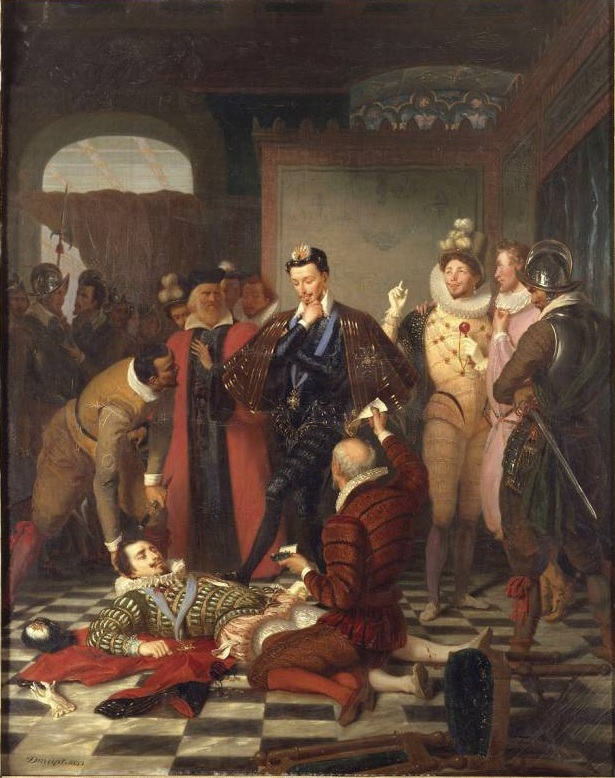
Mordet på Henrik av Guise 1588